# Pleurolobus
Pleurolobus là một chi thực vật có hoa trong họ Đậu.